# Samolus
Samolus es un género de plantas con flores perteneciente a la familia Primulaceae. Comprende 37 especies descritas y de estas, solo 7 aceptadas.

## Descripción
Son hierbas, anuales o perennes. Hojas alternas, generalmente algunas formando una roseta basal laxa. Inflorescencia racemosa o corimbosa. Flores blancas o amarillas; cáliz y corola 5-partidos; estambres 5, alternando con estaminodios; anteras ovoides o globosas; ovario globoso; estilo corto. Cápsula ovoide o globosa, 5-valvada.

## Taxonomía
El género fue descrito por Carlos Linneo y publicado en Species Plantarum 1: 171. 1753. La especie tipo es: Samolus valerandi.

## Especies
Según la última revisión del género se aceptan las siguientes especies:
- Samolus cinerascens
- Samolus dichondrifolius
- Samolus ebracteatus
- Samolus junceus
- Samolus porosus
- Samolus pyrolifolius
- Samolus repens
- Samolus junceus
- Samolus spathulatus
- Samolus subnudicaulis
- Samolus vagans
- Samolus valerandi L. - pamplina de agua[5]